# Celico
Celico es un municipio sito en el territorio de la provincia de Cosenza, en Calabria (Italia). Es el pueblo natal del mítico teólogo medieval Gioacchino da Fiore, citado en La Divina Comedia, y del fundamental ajedrecista del siglo XVII Gioachino Greco, conocido como "el calabrés".

## Demografía
| Gráfica de evolución demográfica de Celico entre 1861 y 2001 |
|                                                              |
| Fuente ISTAT - elaboración gráfica a cargo de Wikipedia      |